# آرین غلامی
آرین غلامی (زادهٔ ۴ مرداد ۱۳۸۰) استادبزرگ شطرنج ایران است. وی در ژوئن ۲۰۲۰، در رده ششم شطرنج‌بازان ایران قرار داشت.

## استاد بزرگی شطرنج
وی در اسفند سال ۱۳۹۸ و از سوی فدراسیون جهانی شطرنج به عنوان استادبزرگ شطرنج معرفی شد، تا بدین ترتیب هفدهمین فرد ایرانی باشد که به این عنوان دست می‌یابد.

## عنوان‌ها
- قهرمانی زیر ۸ سال جهان در آنتالیا ترکیه، در سال ۲۰۰۹.[۵]
- جوان‌ترین استاد فیده شطرنج ایران، در سال ۲۰۰۹.[۶]
- قهرمانی زیر ۹ سال مسابقات قهرمانی شطرنج مدارس جهان در قیصریه ترکیه، سال ۱۳۸۹.[۷]
- قهرمانی مسابقات برق آسای زیر ۲۰ سال العین در سال ۱۳۹۶.[۸]
- نایب قهرمانی مسابقات بین‌المللی ریلتون سوئد در بخش بلیتز در سال ۱۳۹۷.[۹]

## مسابقه‌ها

### ریلتون سوئد
آرین غلامی در مسابقات بین‌المللی ریلتون سوئد با عبور از ریتینگ زنده ۲۵۰۰ موفق به کسب اولین نورم استاد بزرگی در بخش استاندارد این رقابت‌ها شد. در بخش برق‌آسا (بلیتز) نیز او که در ۶ مسابقه موفق به کسب ۶ امتیاز شده بود، در دور هفتم حاضر به رویارویی با حریف اسرائیلی نشد و یک امتیاز از دست داد. در دور نهم نیز مقابل شطرنج باز فرانسوی با ریتینگ ۲۵۶۲ شکست خورد و با ۶ پیروزی به نایب قهرمانی رسید.
  

او در توضیح علت عدم رویارویی با نماینده اسرائیل گفت: 
هدف بزرگی برای این کارم داشتم که برایم مهمتر از هر عنوانی بود. هدفم این بود که از مردم مظلوم فلسطین حمایت کنم.

#### واکنش‌ها به عدم رویارویی با حریف اسرائیلی
عدم رویارویی آرین غلامی با شطرنج باز اسرائیلی با برخی واکنش کاربران فضای مجازی مواجه شد و عده‌ای از کاربران با درج هشتگ #آرین_غلامی از این اقدام او تقدیر کردند. پس از بازگشت غلامی از این مسابقات در بامداد روز دوشنبه ۱۷ دی، دانشجویان بسیج دانشجویی دانشگاه امام صادق با حضور در فرودگاه به استقبال وی رفته و از او و خانواده اش تقدیر کردند. در روز سه شنبه ۱۸ دی آرین غلامی با محمدرضا داورزنی، معاون وزیر ورزش و جوانان دیدار نمود. در این دیدار داورزنی از اقدام او تقدیر و تشکر کرد. روز جمعه ۳ اسفند ۹۷ قاسم سلیمانی با آرین غلامی دیدار کرد و انگشتر خود را به او هدیه کرد. روز یکشنبه آرین غلامی با سید علی خامنه‌ای رهبر ایران دیدار کرد. در این دیدار علی خامنه ای او را یکی از سرمایه‌های انقلاب دانست.